# Mittlere quadratische Verschiebung

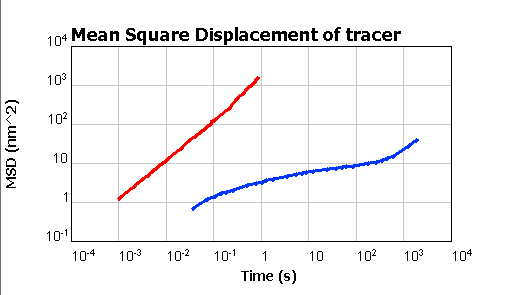
Mittlere quadratische Verschiebung eines Tracer-Teilchens in einer rein viskosen oder viskoelastischen Flüssigkeit

Darstellung einiger Trajektorien und des resultierenden MSD (in der üblichen log-log Darstellung) einer einfachen Zufallsbewegung. Die schwarzen Kreise haben den Radius für ausgewählte τ

Die mittlere quadratische Verschiebung {\displaystyle \langle r^{2}(\tau )\rangle } (englisch mean squared displacement MSD) ist in der statistischen Physik ein Maß für die Strecke, die ein Teilchen im Mittel (z. B. über viele Versuche) in einer gewissen Zeit zurücklegt. Dieses Maß ist besonders bei der Beschreibung Brownscher Dynamik und anderen Zufallsbewegungen wichtig, da dort typischerweise keine ausgezeichnete Richtung vorliegt, entlang der man eine zurückgelegte Strecke messen könnte.

## Anschauliche Beschreibung und Interpretation
Anschaulich ist die mittlere quadratische Verschiebung ein Maß für das Volumen, das ein Teilchen, das eine Zufallsbewegung ausführt, in einer gewissen Zeit durchstreift.
Als Beispiel betrachtet man eine reine Brownsche Bewegung in zwei Dimensionen (vgl. Abbildung rechts). Lässt man mehrere Teilchen (in der oberen Teilabbildung in verschiedenen Farben) am gleichen Ort starten, so bewegen sich zwar einzelne Teilchen vom Startpunkt weg, aber jeweils in unterschiedliche Richtungen. Auch kann jedes Teilchen durchaus zum Startpunkt zurückkehren. Mittelt man nun über alle Teilchenpositionen nach einer Wartezeit τ, so wird dieser Mittelwert wieder nahe dem Startpunkt liegen, die Teilchen haben sich also im Mittel nicht fortbewegt. Hätten die Teilchen im Gegensatz dazu eine Vorzugsrichtung, so würde sich auch ihr Mittelwert mit einer gewissen Geschwindigkeit in diese Vorzugsrichtung bewegen.
Man beobachtet aber nun, dass die Teilchen eine umso größere Fläche überstreichen, je länger man wartet (konzentrische Kreise in der Abbildung, die äußeren Kreise entsprechen längeren Wartezeiten τ), d. h. je länger man wartet, desto eher befindet sich auch einmal ein Teilchen in größerem Abstand vom Ausgangspunkt. Zur Beschreibung dieser überstrichenen Fläche (die langsam mit der Wartezeit τ wächst) kann man die mittlere quadratische Verschiebung aller Teilchen nutzen: Ihre Wurzel {\displaystyle {\sqrt {\langle r^{2}(\tau )\rangle }}} beschreibt nämlich den Radius dieser größer werdenden Kreise/Fläche.
Man kann also die Kurve {\displaystyle \langle r^{2}(\tau )\rangle } so interpretieren, dass Teilchen, die sich nach ihr bewegen, nach einer Zeit τ mit hoher Wahrscheinlichkeit schon einmal im Abstand {\displaystyle {\sqrt {\langle r^{2}(\tau )\rangle }}} von ihrem Ausgangspunkt anzutreffen waren.

## Exakte Definition
Die mittlere quadratische Verschiebung wird über den Ensemblemittelwert über viele Trajektorien {\displaystyle {\vec {R}}_{n}(t),n=1\dotsc N} definiert:
{\displaystyle \langle r^{2}(\tau )\rangle ={\frac {1}{N}}\cdot \sum \limits _{n=1}^{N}\left({\vec {R}}_{n}(\tau )-{\vec {R}}_{n}(0)\right)^{2}}
Hierbei wird über viele Teilchen gemittelt, die jeweils über die Zeitspanne {\displaystyle \tau } beobachtet werden. Alternativ (und vor allem in theoretischen Betrachtungen, in denen diese Größen berechenbar sind) kann dies auch über die Aufenthaltswahrscheinlichkeit (siehe Greensfunktion) {\displaystyle n({\vec {r}},\tau )} von Teilchen zur Zeit {\displaystyle \tau } geschrieben werden:
{\displaystyle \langle r^{2}(\tau )\rangle =\iiint \limits _{\mathbb {R} _{+}^{3}}r^{2}\cdot n({\vec {r}},\tau )\;\mathrm {d} ^{3}r}
Man beachte, dass {\displaystyle n({\vec {r}},\tau )} den Abstand zum Startpunkt der Trajektorie (der in den Ursprung gelegt wird) misst.
Je nach System kann die mittlere quadratische Verschiebung auch über einen Zeitmittelwert über eine Trajektorie {\displaystyle {\vec {R}}(t)} eines Teilchens im Raum definiert werden:
{\displaystyle \mathrm {MSD} (\tau )\equiv \langle r^{2}(\tau )\rangle :=\lim \limits _{T\rightarrow \infty }{\frac {1}{T}}\cdot \int \limits _{0}^{T}\left({\vec {R}}(t+\tau )-{\vec {R}}(t)\right)^{2}\;\mathrm {d} t}
Das bedeutet, dass nur ein Teilchen beobachtet wird, und dann ausgehend von verschiedenen Zeitpunkten {\displaystyle t} gemessen wird, wie weit sich das Teilchen bis zur Zeit {\displaystyle t+\tau } bewegt hat. Es wird dann über die Verschiebungen {\displaystyle \left({\vec {R}}(t+\tau )-{\vec {R}}(t)\right)^{2}} während aller möglichen Zeitspannen {\displaystyle \tau } innerhalb der Dauer {\displaystyle T} der Trajektorie gemittelt.
Beide Definitionen ergeben nur dann dieselbe Größe, wenn das betrachtete System ergodisch ist (siehe auch Ergodenhypothese). Oft werden auch Mischformen dieser zwei idealen Definitionen verwendet, besonders wenn in Experimenten beide Mittelwerte vermischt werden (z. B. bei der Fluoreszenz-Korrelations-Spektroskopie).
Zusätzlich wird oft auch die Wurzel aus der mittleren quadratischen Verschiebung
{\displaystyle \mathrm {RMSD} (\tau ):={\sqrt {\langle r^{2}(\tau )\rangle }}}
verwendet und dann meist als englisch root mean squared displacement (RMSD) bezeichnet.

## Bedeutung

MSD-Kurven für verschiedene Bewegungsarten

Besonders bei ungerichteten und zufälligen Bewegungen gibt es oft keine ausgezeichnete Raumrichtung. Die Mittelung über die (vektoriellen) Verschiebungen um den Anfangspunkt ist daher Null, da für jede Bewegung in eine Richtung eine Bewegung in entgegengesetzte Richtung mit gleicher statistischer Häufigkeit existiert. So ist beispielsweise die mittlere Auslenkung {\displaystyle \langle {\vec {R}}(\tau )-{\vec {R}}(0)\rangle } eines Random Walks eines einzelnen Teilchens für alle Zeiten {\displaystyle \tau } gleich Null. Trotzdem überdeckt das Teilchen in einer gegebenen Zeit einen gewissen Raumbereich, der durch die mittlere quadratische Verschiebung charakterisiert wird.
Für normale Diffusion ergibt sich ein einfacher Zusammenhang für die mittlere quadratische Verschiebung:
{\displaystyle \langle r^{2}(\tau )\rangle =2n\cdot D\cdot \tau \ \ \ \ \ \ \ \ \ \mathrm {\mathbf {(*)} } }
mit
- {\displaystyle D} dem Diffusionskoeffizient
- {\displaystyle n} der Anzahl der Raumdimensionen, in denen die Bewegung stattfindet.

Für normale Diffusion in Verbindung mit einer gerichteten Bewegung (Fluss der Geschwindigkeit {\displaystyle V}) ergibt sich weiter:
{\displaystyle \langle r^{2}(\tau )\rangle =2n\cdot D\cdot \tau +(V\cdot \tau )^{2}}
Im Falle anomaler Diffusion ergibt sich oft allgemeiner der Zusammenhang:
{\displaystyle \langle r^{2}(\tau )\rangle =2n\cdot \Gamma _{\alpha }\cdot \tau ^{\alpha }}
mit
- dem verallgemeinerten Diffusionskoeffizient {\displaystyle \Gamma _{\alpha }}, einer Proportionalitätskonstante, die u. U. von {\displaystyle \alpha } abhängt
- {\displaystyle \alpha } zur Beschreibung der Anomalie der Bewegung:
  - für {\displaystyle \alpha <1} spricht man von Subdiffusion,
  - für {\displaystyle \alpha >1} von Superdiffusion,
  - für {\displaystyle \alpha =1} ergibt sich wieder normale Diffusion.

Oft erfolgt die Diffusion in porösen Medien, wobei nur ein Anteil des gesamten Volumens für die Teilchen zugänglich ist. In solchen Systemen sieht man oft einen Übergang zwischen zwei normal-diffusiven Regimen: Zunächst erfolgt schnelle Diffusion innerhalb einer Pore. Auf längeren Zeitskalen geht das MSD dann in ein langsameres, aber immer
noch normal diffusives Regime über, das die Diffusion zwischen den Poren beschreibt.
Wird der Anteil des nicht zugänglichen Volumens so groß, dass die Poren nicht mehr unbedingt verbunden sind, so sind die Teilchen in den entstehenden abgegrenzten Raumbereichen gefangen. Man spricht von confined diffusion. Das MSD geht dann für große Zeitskalen gegen einen konstanten Wert {\displaystyle \langle r_{\text{c}}\rangle }, der die Größe des zugänglichen Bereichs beschreibt. Das MSD kann dann folgendermaßen modelliert werden (mit freien Fit-Parametern {\displaystyle A_{1},A_{2}}):
{\displaystyle \langle r^{2}(\tau )\rangle =\langle r_{\text{c}}\rangle ^{2}\cdot \left(1-A_{1}\cdot \exp \left[-A_{2}\cdot {\frac {2n\cdot D\tau }{\langle r_{\text{c}}\rangle ^{2}}}\right]\right)}
In vielen Systemen beschränkt sich die Anomalie einer Bewegung auf einen bestimmten Zeitbereich für {\displaystyle \tau _{c}}. Oberhalb dieser kritischen Zeit {\displaystyle \tau _{c}} geht die Bewegung wieder in normale Diffusion über. Dieser Fall ist z. B. in der Kurve für viskoelastische Flüssigkeiten zu sehen und tritt z. B. auch bei der Monomerdynamik von Polymeren auf (siehe Rouse-Modell).

## Messung und Anwendung
Die mittlere quadratische Verschiebung wird oft zur Charakterisierung zufälliger Bewegungen in Simulationen benutzt. Dabei kann sie direkt aus den simulierten Teilchentrajektorien bestimmt werden. Mit Hilfe des (*)-Zusammenhangs (s. o.) für normale Diffusion kann etwa ein Diffusionskoeffizient D aufgrund der Gitterweite a und des Zeitschritts Δt der Simulation definiert werden:
{\displaystyle D:={\frac {a^{2}}{2n\cdot \Delta t}}}
Damit kann dann die Simulation, die oft in idealisierten und normalisierten Koordinaten abläuft, auf reale Systeme normiert werden.
Die mittlere quadratische Verschiebung ist auch experimentell zugänglich. So kann sie etwa durch Single-Particle-Tracking-Techniken direkt aus den dort gemessenen Trajektorien bestimmt werden. Auch mit Hilfe von Fluoreszenz-Korrelations-Spektroskopie ist sie unter gewissen Annahmen experimentell zugänglich. Aus der gemessenen Kurve ⟨r²(τ)⟩ kann dann auch der Diffusionskoeffizient bestimmt werden:
{\displaystyle D={\frac {1}{2n}}\cdot \lim \limits _{\tau \rightarrow \infty }{\frac {\mathrm {d} }{\mathrm {d} \tau }}\langle r^{2}(\tau )\rangle }

## Verbindung zur Geschwindigkeitsautokorrelation
Die mittlere quadratische Verschiebung steht über die Green-Kubo-Relation in enger Verbindung zur Geschwindigkeitsautokorrelationsfunktion {\displaystyle \langle {\vec {v}}(t)\cdot {\vec {v}}(t+\tau )\rangle }:
{\displaystyle \langle {\vec {v}}(t)\cdot {\vec {v}}(t+\tau )\rangle =-{\frac {\mathrm {d} }{\mathrm {d} \tau }}{\frac {\langle r^{2}(\tau )\rangle }{6\tau }}}